# Aldo Felice Casotti
Felice Aldo Casotti nome di battaglia Monello (Gorfigliano, 1º febbraio 1929 – valle dell'Aronchio, Oltrepò Pavese, 25 luglio 1944) è stato un partigiano italiano.
Decorato di medaglia d'oro al valor militare, cadde nello scontro con i fascisti sul greto alla confluenza dei torrenti Staffora ed Aronchio.
Era residente a Nervi, che gli ha dedicato una strada così come è stato eretto un monumento nel luogo della morte. I garibaldini dell'Americano, nome di battaglia di Domenico Mezzadra, e di Giustizia e Libertà combatterono assieme nello scontro in cui morì il giovanissimo Monello e lo stesso Americano fu ferito al braccio destro.
La battaglia fu importante per l'intervento di contadini e popolazione che non si limitarono al portar armi o a compiti di sussistenza, ma attaccarono assieme ai partigiani coi fucili da caccia.